# Usa (flod)
Usa är en flod i Tyskland. Floden flyer genom distrikten Hochtaunuskreis och Wetteraukreis i förbundslandet Hessen och är totalt 34,1 kilometer lång och en biflod till Wetter.